# AS Ali Sabieh Djibouti Telecom
AS Ali Sabieh Djibouti Telecom este o echipă de fotbal din Djibouti, câștigătoare a campionatului djiboutian de fotbal în 2009.